# Вольф, Арист Владимирович
Барон Арист Владимирович Вольф (1858—1924) — русский дипломат, министр-резидент в Дрездене (1906—1914), действительный статский советник, камергер.

## Биография
Родился 3 декабря 1858 года[по какому календарю?] в родовой усадьбе баронов Вольфов Ново-Лайцен (Лифляндская губерния) в семье Стефана-Готфрида-Вольдемара фон Вольфа (1819—1901) от брака с Эленой-Констанцией-Софией-Эспер фон Вольф (1824—1889).
Учился в гимназиях Берлина, Дрездена и Феллина; затем — в Дерптском университете (1879—1883). В 1883—1886 путешествовал по России, Германии, Франции, Швейцарии и Италии.
С 10 февраля 1886 года — на службе в Департаменте внутренних сношений Министерства иностранных дел, сначала — чиновником сверх штата, с 1 июня 1893 — делопроизводителем VIII класса; 10 февраля 1892 года был произведён в коллежские асессоры. В 1895 году — 3-й, с 21 марта 1896 — 2-й, с 14 мая 1897 — 1-й секретарь, а с 8 июня 1902 года — вице-директор канцелярии МИД; с 29  января 1905 года — чиновник по особым поручениям IV класса при министре иностранных дел; 10 февраля 1896 года был произведён в надворные советники, 10 февраля 1900 — в коллежские советники.
В 1906—1908 годах — посланник, а в 1908—1914 годах — министр-резидент в Саксонии (в 1908—1914 также министр-резидент в Брауншвейге, Саксен-Веймаре и Саксен-Альтенбурге).
Был удостоен российских орденов до ордена Св. Владимира 3-й степени включительно, медалей «В память царствования императора Александра III» и «В память 300-летия царствования дома Романовых»; иностранные награды: болгарский орден «За гражданские заслуги» 2 й ст., итальянский Короны (офицерский крест).
Был произведён в действительные статские советники.
В эмиграции в Германии. Скончался 24 января 1924 года в Веве (Швейцария).

## Семья
Жена — Екатерина Кривошапкина (1861—1929). Их сын Владимир (1887—1933) 9 июня 1910 года женился на Гвенделин Мэй Фостер.